# Lorenzo Muelas Hurtado
Lorenzo Muelas Hurtado (Silvia, Cauca, 9 de juliol de 1938) és un polític, activista i líder indígena colombià, membre de l'ètnia guambiana, del Cauca. Queixals va ser un dels líders indígenes que van participar en l'Assemblea Nacional Constituent en 1991, juntament amb Francisco Rojas Birry i Alfonso Peña Chepe.

## Biografia
Pertany al poble Misak (guambià), nascut a El Gran Chimán, de Silvia (Cauca). Va liderar lluites contra la "terrajería", que feia dels pobles indígenes serfs dels terratinents. Va ser escollit a l'Assemblea Constituent de 1991, amb 20.083 vots.
Va cofundar i va ser militant del Comitè Regional Indígena de Colòmbia (CRIC), i del partit polític derivat d'aquest: Autoritats Indígenes de Colòmbia (AICO). Per aquest partit va ser elegit senador entre 1994 i 1998 amb 270.000 vots. El 2006 va ser escollit com a governador de Guambia, màxim càrrec de la seva comunitat.
Ha estat panelista en diversos esdeveniments relacionats amb identitat indígena a Colòmbia, a més de continuar en la militància de l'AICO. També és cronista del conflicte armat, treball que va publicar en el seu llibre La fuerza de la gente: juntado recuerdos sobre la terrajería en Guambía, Colombia, del 2005.